# هوراس إي. ستوكبريدج
هوراس إي. ستوكبريدج (19 مايو 1857 – 30 أكتوبر 1930) هو كيميائي زراعة أمريكي. كان أول رئيس لكلية نورث داكوتا الزراعية (جامعة ولاية داكوتا الشمالية حاليًا).

## النشأة والتعليم
وُلد ستوكبريدج في هادلي، ماساتشوستس، وتخرج من كلية الزراعة في ماساتشوستس (جامعة ماساتشوستس في أمهرست حاليًا) في عام 1878. بعد أن عمل في وزارة الزراعة الأمريكية ودرّس في الكلية، ذهب إلى كلية الدراسات العليا في جامعة بوسطن ثم جامعة غوتنغن، حيث أكمل درجة الدكتوراه في عام 1884.

## مسيرته
عندما انتهى من دراسته العليا، عاد ستوكبريدج إلى كلية الزراعة في ماساتشوستس، ولكن في عام 1885 انتقل إلى كلية الإمبراطورية اليابانية للزراعة والهندسة.
بالعودة إلى الولايات المتحدة، أصبح ستوكبريدج رئيسًا لكلية نورث داكوتا الزراعية من عام 1890 وحتى عام 1893. انضم لاحقًا إلى هيئة التدريس في كلية فلوريدا الزراعية.

## الإرث
سُميت قاعة الإقامة في جامعة ولاية داكوتا الشمالية على اسم ستوكبريدج في عام 1957.